# خليل بني عطية
خليل زيد بني عطية (مواليد 8 يونيو 1991)، لاعب كرة قدم أردني يلعب كجناح أيمن وظهير أيمن ايضا لصالح المنتحب الأردني.
خاض كانت أول مباراة دولية له مع المنتخب ضد كوريا الشمالية في الإمارات يوم 29 مارس 2011 والتي انتهت بالتعادل 1–1.

## روابط خارجية
- خليل بني عطية على موقع الاتحاد الدولي (مؤرشف)  (الإنجليزية)
- خليل بني عطية على موقع قاعدة بيانات كرة القدم.إي يو (الإنجليزية)
- خليل بني عطية على موقع ناشيونال فوتبول تيمز (الإنجليزية)
- خليل بني عطية على موقع Soccerway.com (الإنجليزية)
- خليل بني عطية على موقع كووورة